# أطفال وولف

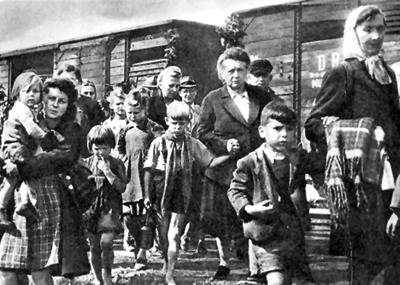

أطفال وولف (بالألمانية: Wolfskind) (أو الألمان الصغار) هو اسم أطلق على أطفال شوارع وجدوا في بروسيا الشرقية بعد نهاية الحرب العالمية الثانية. وكانوا أغلبهم أيتام بعد إجلاء بروسيا الشرقية وغزو الجيش الأحمر في أوائل عام 1945، وعاش الكثير منهم في غابات بروسيا الشرقية أو تبنتهم عائلات ليتوانية.